# Lucius Munatius Plancus (konsul 42 f.Kr.)

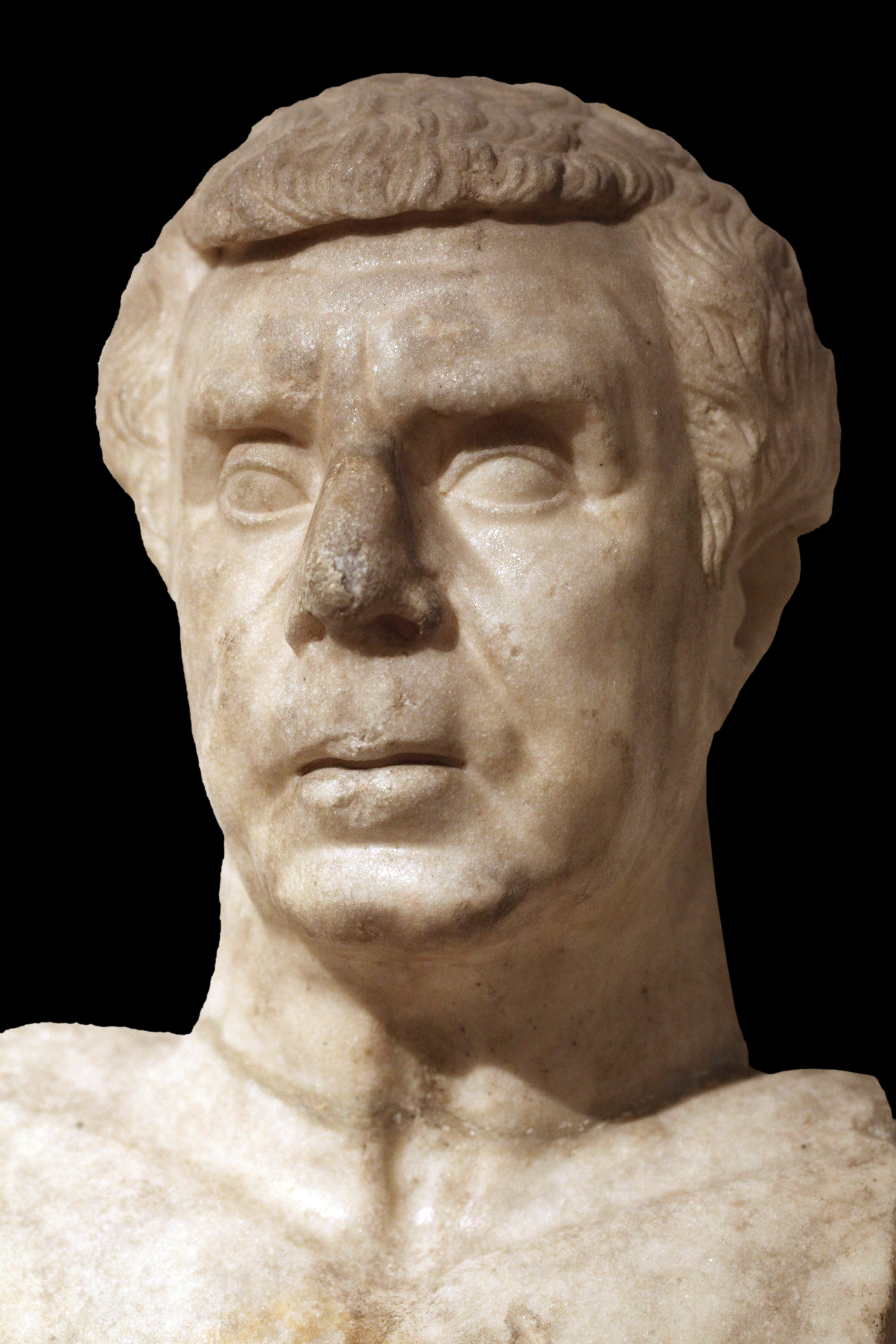
Byst av Lucius Munatius Plancus där han personifierar romersk filosofi. Bysten påträffades 1823 nära amfiteatern i Lyon.

Lucius Munatius Plancus var en romersk militär och politiker.
Munatius var Julius Caesars legat i Gallien, Spanien och Afrika 54-46 f. Kr. och ständigt dennes trogne anhängare. Efter Caesars död slöt han sig till Marcus Antonius och blev ståthållare i Syrien. Han var konsul 42 f.Kr. Senare svek Munatius Antonius och försonade sig med Octavianus som han sedan tjänade och åt vilken han 27 f. Kr. föreslog titeln Augustus. Munatius blev censor 22 f.Kr. Hans brevväxling med Cicero är bevarad, och Horatius har tillägnat honom ett ode.